# Filament pośredni
Filamenty pośrednie (ang. intermediate filaments) – grupa białek włókienkowych (średnica 10 nm) stanowiących jeden z głównych komponentów cytoszkieletu komórkowego oprócz mikrotubul (średnica 24 nm) i mikrofilamentów aktynowych bądź miozynowych (średnica odpowiednio 7 i 15 nm). Są bardzo wytrzymałe, przez co chronią komórkę przed mechanicznymi uszkodzeniami na skutek rozciągania. Znajdują się w cytoplazmie, gdzie otaczają jądro komórki i rozciągają do jej krańców.

## Budowa
Filamenty pośrednie zbudowane są z wielu skręconych razem białek włóknistych. Białka te składają się z globularnej głowy ulokowanej na końcu aminowym, globularnego ogona na końcu karboksylowym i domeny środkowej. Pary filamentów tworzą dimery. Łączą się one ze sobą dzięki strukturze domeny środkowej, która ma charakter helisy α, umożliwiający dwóm filamentom owinąć się wokół siebie w strukturę superhelisy. Dimery z kolei tworzą tetramer, który poprzez wiązanie kowalencyjne łączy się z drugim tetramerem, tworząc ostatecznie filament pośredni.

## Typy
Na podstawie homologii sekwencji aminokwasowej domen centralnych oraz struktury drugorzędowej i domenowej podjednostki filamentów pośrednich podzielono na sześć typów. Do poszczególnych typów należą:

### Typ I i II
Są to odpowiednio keratyny kwaśne i zasadowe. Kodowane są przez 54 geny z 70 genów kodujących wszystkie filamenty pośrednie, toteż stanowią najbardziej zróżnicowany typ filamentów. Keratyny występują zawsze w formie heteropolimerów złożonych z podjednostek kwasowych (typ I) i zasadowych (typ II). Nigdy natomiast nie tworzą par z innymi typami filamentów pośrednich. Każda z par keratyn jest charakterystyczna dla danego typu nabłonka, chociaż niektóre nabłonki mogą syntetyzować więcej niż jedną parę. W zależności od występowania można je podzielić naː
- keratyny nabłonkowe – obecne we wszystkich nabłonkach;
- keratyny twarde – obecne w przydatkach skóry, takich jak włosy lub paznokcie[2].

### Typ III
Wimentyna i wimentynopodobne; w przeciwieństwie do keratyn tworzą przeważnie homopolimery (z wyjątkiem desminy).
- wimentyna – najbardziej rozpowszechniony filament pośredni, obecny we wszystkich komórkach wywodzących się z mezodermy, w tym w fibroblastach.
- desmina(inne języki) – charakterystyczna dla komórek mięśniowych. Tworzy heteropolimery z białkami reprezentującymi typ IV filamentów pośrednich (z syneminą, nestyną, paraneminą)
- peryferyna(inne języki) – obecna w wielu neuronach nerwów obwodowych.
- kwaśne białka glejowe (GFAP) – obecne w komórkach glejowych (wysoce specyficzne dla astrocytów)[2].

### Typ IV
Występują głównie w neurytach, ale także w komórkach mięśniowych.
- neurofilamenty(inne języki) – tworzone przez białka NF-L, NF-M i NF-H  (z ang. low, medium, high-weight neurofilaments). NF-L tworzy heteropolimery osobno z NF-M i NF-H. Białka te współtworzą cytoszkielet komórek nerwowych, rozciągając się od ciała komórki do końca jej wypustek – aksonów oraz dendrytów.
- nestyna(inne języki) – stanowi marker dla macierzystych komórek nerwowych.
- α-interneksyna(inne języki)
- synemina(inne języki)
- paranemina
- synkoilina(inne języki)

Synemina, synkolina i paranemina tworzą filamenty pośrednie specyficzne dla mięśni.

### Typ V
- Laminy A i B – występują we wszystkich komórkach. Są jedynymi filamentami pośrednimi znajdującymi się w nukleoplazmie (pozostałe w cytoplazmie). Od wewnętrznej powierzchni błony jądrowej tworzą strukturę przypominającą sieć, która nadaje kształt jądru komórkowemu. W trakcie mitozy w wyniku działania czynnika promującego mitozę (MPF) ulegają fosforylacji, co prowadzi dezintegracji osłonki jądrowej. Defosforylacja prowadzi do ponownego uformowania się błony[2].

### Typ VI
Specyficzne dla soczewki. Występują razem w postaci heteropolimeru.
- CP49(inne języki)
- CP115(inne języki)[2].